# Tatenectes
Tatenectes is een geslacht van uitgestorven cryptoclidide plesiosauriërs, bekend uit het Laat-Jura van Wyoming. De overblijfselen werden teruggevonden in de Redwater Shale-afzetting van de Sundance-formatie en aanvankelijk beschreven in 1900 als een nieuwe soort Cimoliasaurus door Wilbur Clinton Knight. Het werd in 1912 opnieuw toegewezen aan Tricleidus door Maurice Goldsmith Mehl voordat het in 2003 zijn eigen geslacht kreeg van O'Keefe en Wahl. Tatenectes laramiensis is het type en de enige soort van Tatenectes. Hoewel het oorspronkelijke exemplaar verloren was gegaan, hebben latere ontdekkingen onthuld dat Tatenectes een zeer ongewone plesiosauriër was. Zijn romp had een afgeplatte, vierkante doorsnede en zijn buikribben vertonen pachyostose (verdikking). De totale lengte van Tatenectes wordt geschat op twee tot drie meter.
Tatenectes is verwant aan Kimmerosaurus, hoewel hun taxonomische plaatsing is gevarieerd. Ze werden ooit beschouwd als naaste verwanten van Aristonectes in de familie Cimoliasauridae of Aristonectidae, maar werden later toegewezen aan Cryptoclididae. De ongewone lichaamsvorm en pachyostotische gastralia van Tatenectes zouden hebben geholpen om het stabieler en beter bestand tegen turbulentie te maken. Op basis van de maaginhoud voedde Tatenectes zich met koppotigen en vissen. Het zou in de ondiepe wateren van de Sundance-zee hebben geleefd, een epicontinentale zee die een groot deel van Noord-Amerika bedekte tijdens een deel van het Jura. Tatenectes deelde zijn leefgebied met ongewervelde dieren, vissen, ichthyosauriërs en andere plesiosauriërs, waaronder een andere cryptoclidide Pantosaurus en de grote pliosauride Megalneusaurus.

## Onderzoeksgeschiedenis
Alle bekende exemplaren van Tatenectes komen uit de Redwater Shale-afzetting in het bovenste deel van de Sundance-formatie. Deze formatie bevindt zich in Wyoming, in de oostelijke Rocky Mountains. Een incompleet plesiosauriërskelet dat talrijke wervels en een bijna volledige voorpoot van de Sundance-formatie behield, werd in 1900 beschreven door Wilbur C. Knight. Met dit exemplaar als een holotype, waaraan nooit een exemplaarnummer is toegekend, benoemde hij de nieuwe soort Cimoliosaurus laramiensis. De soortaanduiding verwijst naar Laramie.

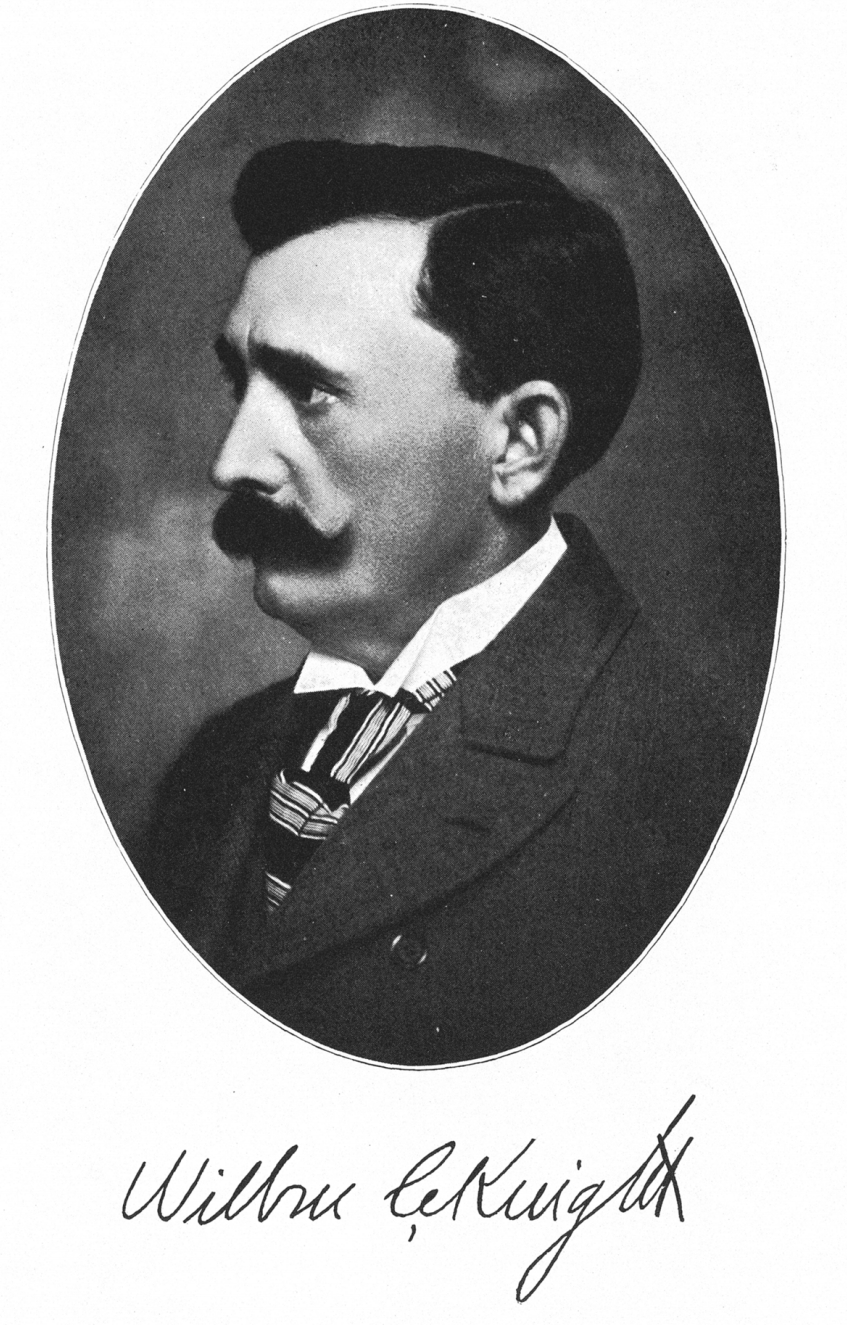
Knight

In 1912 trok Maurice Goldsmith Mehl de toewijzing van Cimoliosaurus laramiensis aan Cimoliosaurus in twijfel en merkte op dat Cimoliosaurus een vergaarbaktaxon was, en dat aangezien dit geslacht was benoemd op basis van wervels, de wervels van Cimoliosaurus laramiensis vergelijkbaar zouden moeten zijn met die van de typesoort Cimoliosaurus magnus. Hij kon dergelijke overeenkomsten niet vinden en herclassificeerde Cimoliosaurus laramiensis voorlopig als een soort van Tricleidus, vanwege de anatomie van zijn voorpoten.

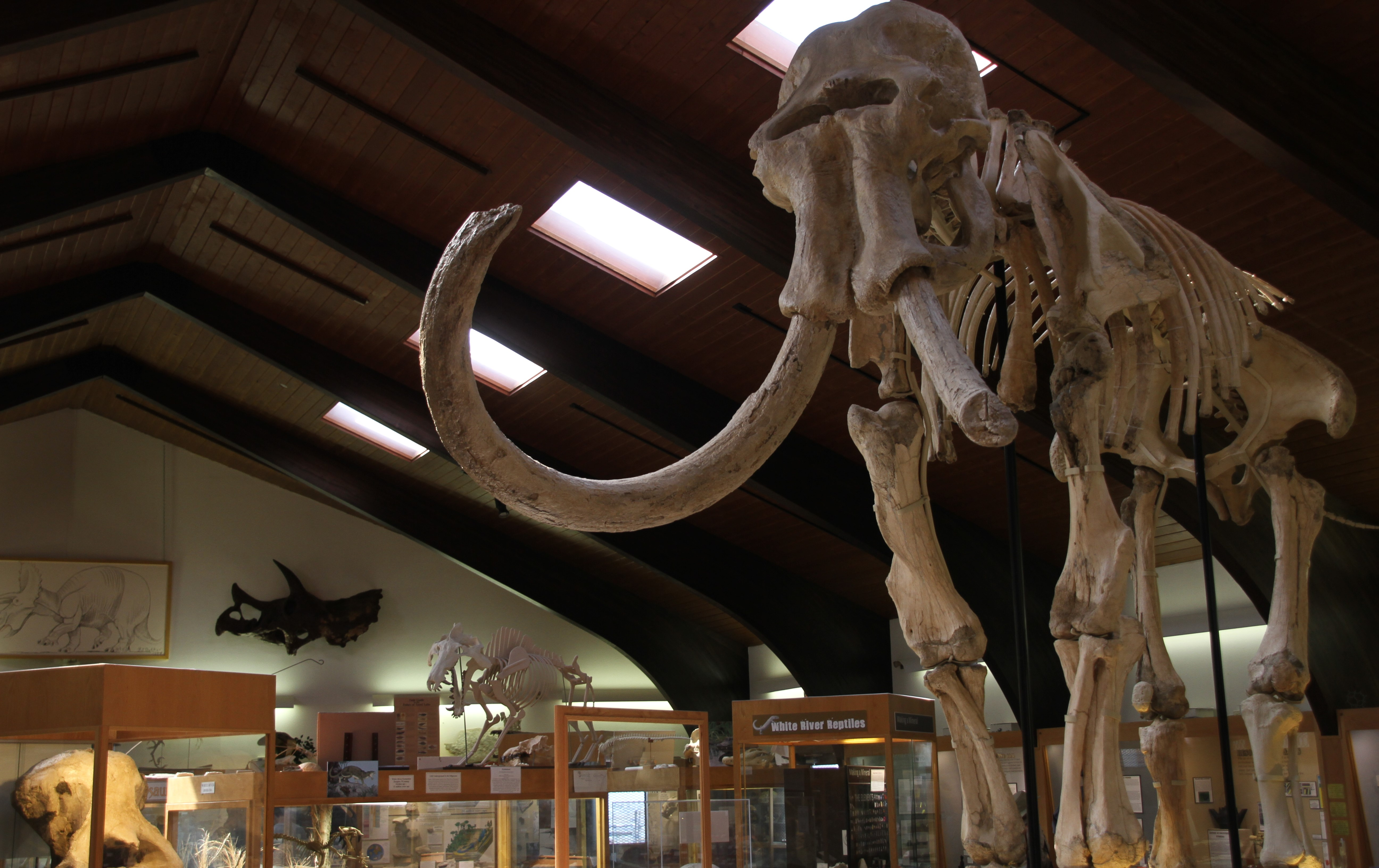
Het Tate Geological Museum

Hoewel het holotype-exemplaar van Tatenectes laramiensis sindsdien verloren is gegaan, was de beschrijving van Knight van het exemplaar voldoende om te bepalen dat Tatenectes laramiensis een geldige soort is en geen nomen nudum. In 2003 verwezen Frank Robin O'Keefe en William Wahl jr. een ander exemplaar uit het Tate Geological Museum naar deze soort. Dit exemplaar, vermeld onder de exemplaarnummers UW 15943 en UW 24801 (University of Wyoming), bestaat uit wervels, ribben, een schoudergordel, een gedeeltelijke voorpoot en een fragmentarische schedel en werd aangewezen als neotype. Bovendien merkten O'Keefe en Wahl op dat de schoudergordel van deze soort heel anders was dan die van Tricleidus, dus benoemden ze een nieuw geslacht Tatenectes om Tatenectes laramiensis op te nemen. De naam Tatenectes eert Marion and Inez Tate, de oprichters van het Tate Museum in Casper, Wyoming in 1980 en combineert hun naam met het Griekse woord nèktès, wat 'duiker' betekent. O'Keefe en Hallie P. Street hebben in 2009 meer materiaal toegewezen aan Tatenectes laramiensis, waaronder UW 24215, een gedeeltelijk skelet inclusief aanvullende schedelelementen, wervels, voorvinnen en kootjes. Een ander skelet, USNM 536976, werd in 2011 door O'Keefe en collega's aan deze soort toegewezen. Dit exemplaar bewaarde tweeëntwintig wervels, ribben, buikribben en een volledig bekken.

## Beschrijving

Tatenectes in grootte vergeleken met een mens

### Grootte
Tatenectes is een kleine plesiosauriër, een groep mariene reptielen die goed is aangepast aan het waterleven. Tatenectes heeft het bouwtype van een 'plesiosauromorf', wat inhoudt dat hij een langwerpige nek bezat, een kleine kop en langere opperarmbeenderen dan de dijbeenderen, in tegenstelling tot de korte halzen en grote schedels en dijbenen van het 'pliosauromorfe' type. Knight schatte dat Tatenectes waarschijnlijk minder dan driehonderdzeventig centimeter lang was. O'Keefe en Street schatten later een kleinere totale lengte van ongeveer twee meter in 2010, hoewel O'Keefe en collega's een jaar later een maximale lengte van drie meter gaven.

### Onderscheidende kenmerken
Een unieke combinatie van kenmerken werd in 2003 aangegeven. De halswervels zijn veel korter dan breed, niet ingesnoerd en missen langwerpige facetten voor de nekribben. de foramina subcentralia staan wijd uiteen en de randen van de gewrichtsfacetten zijn zwak verbeend. Het opperarmbeen heeft evenlange knobbels voor het contact met het spaakbeen en ellepijp, facetten voor twee boventallige botten in de onderarm en een slanke schacht. Het schouderblad heeft een binnenste tak die richting middenlijn gericht is maar de tegenhanger aan de andere zijde niet bereikt en in ieder geval een lange beennaad over de middenlijn mist. De beennaad tussen het schouderblad en ravenbeksbeen doorsnijdt het midden van het schoudergewricht. De tanden zijn smal en naar achteren gebogen met lange wortels en rondom richels. Er is een voorste holte tussen de pterygoïden en achter die holte zijn de pterygoïden ontwikkeld tot een hoog beenblok dat als opvallende beenplateau het onderste achterhoofd onderligt. De processus pterygoidei lopen naar achteren in een U-vorm en raken de tubera basilaria. 

### Skelet

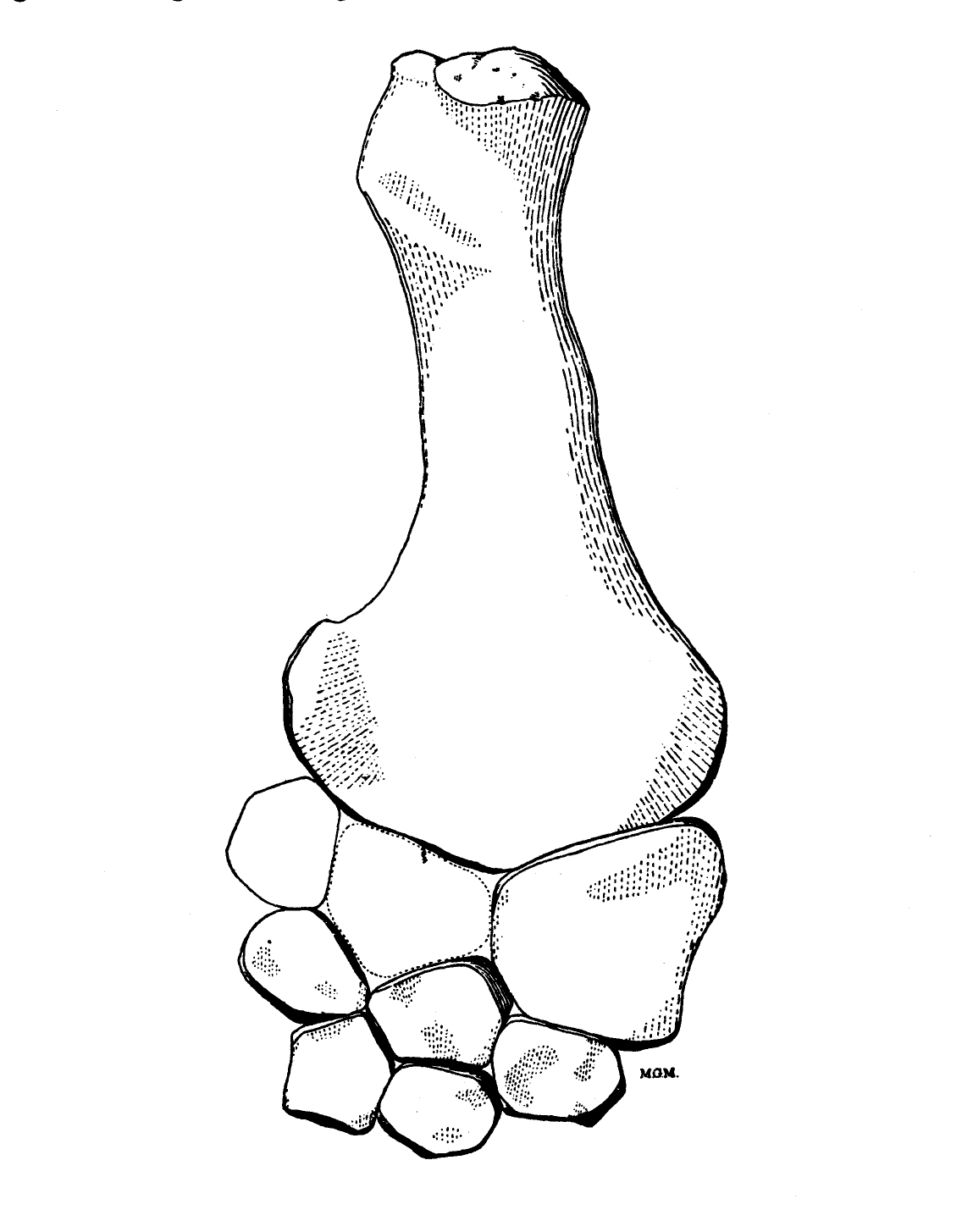
De voorste flipper

De algemene vorm van Tatenectes is zeer ongebruikelijk onder plesiosauriërs, met een afgeplatte romp die vrij kort is van achteren naar voren. De squamosa zijn hoge, drieledige elementen die een boog vormen over de achterkant van de schedel. Deze structuur, de squamosale boog, is een identificerende eigenschap van plesiosauriërs. Er is een opening tussen de pterygoïden (botten die deel uitmaken van het verhemelte) die bekend staat als de anterieure interpterygoïde holte. Achter deze opening verdikken de pterygoïden en steken ze naar beneden uit. Wanneer de schedel van onderaf wordt bekeken, wordt het parasfenoïde (een bot tussen het verhemelte en de hersenpan) bedekt door andere botten. Deze palatale configuratie is een onderscheidend kenmerk van Tatenectes. Een ander dergelijk kenmerk is de vorm van zijn tanden, die klein en dun waren, met langwerpige wortels en lage glazuurruggen.
Het totale aantal cervicale (nek) wervels bij Tatenectes is onbekend maar werd geschat op minder dan eenendertig. De doornuitsteeksels van deze wervels zijn kort en staan schuin naar achteren. Veel kenmerken van de halswervels kunnen worden gebruikt om dit geslacht te identificeren: de cervicale centra (wervellichamen) zijn aanzienlijk korter (in lengte) dan breed en zijn in het midden niet vernauwd; de articulaties voor de cervicale ribben zijn kort maar goed ontwikkeld; de gewrichtsvlakken van de halswervels zijn rond en zwak gedefinieerd; de subcentrale foramina (twee kleine openingen aan de onderkant van het centrum) van de halswervels zijn verder uit elkaar geplaatst dan gebruikelijk bij verwante plesiosauriërs. De vorm van de romp bij Tatenectes is zeer onderscheidend. Afgeplat maar bol heeft de romp een enigszins doosvormige dwarsdoorsnede. Er zijn zestien dorsale (rug) wervels bij Tatenectes, die, wanneer gearticuleerd, een aanzienlijk vlakkere boog vormen dan gezien in verwante taxa. De dorsale doornuitsteeksels zijn naar voren hellend.

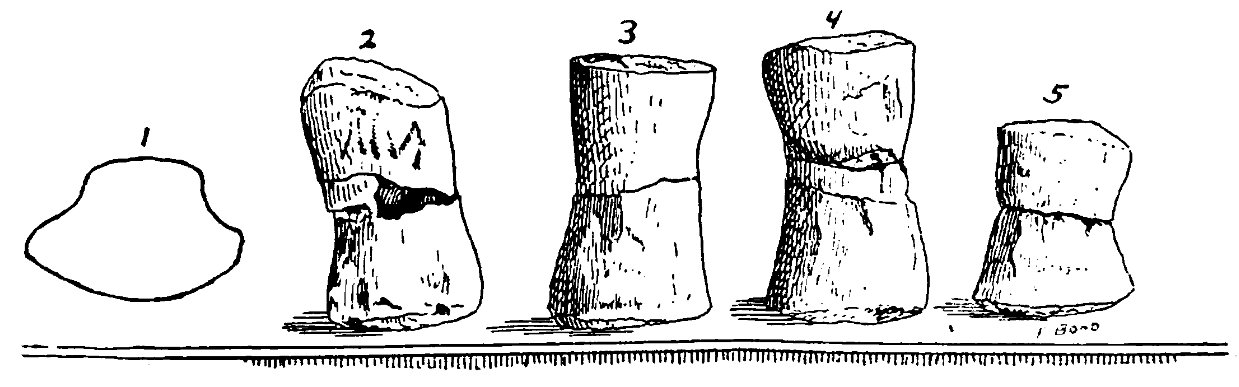
De proximale kootjes zoals afgebeeld door Knight

De dorsale ribben articuleren horizontaal met de wervels en worden naar achteren afgebogen, wat bijdraagt aan de vlakheid van het lichaam. De buikribben van Tatenectes zijn ongewoon groot voor zijn grootte en vertonen pachyostose (verdikking van het bot). De mediale (middenlijn) buikribben zijn relatief recht, terwijl de laterale (buitenste) buikribben sterk 'J'-vormig zijn. Tatenectes draagt vier sacrale (heup) wervels, die kleiner zijn dan de ruggenwervels. De centra van de staartwervels zijn van voor naar achter kort. Alle wervels hebben amficoele centra (met holvormige gewrichtsvlakken voor en achter).

De rechterbekkenhelft met het schaambeen in blauw, het darmbeen in rood en het zitbeen in geel

De morfologie van het mediale uitsteeksel van het schouderblad van Tatenectes is diagnostisch voor dit geslacht. Deze uitsteeksels zijn horizontaal kort, waarbij de achterste uiteinden van elk uitsteeksel geen contact maken met de tegenhangers langs de middenlijn en met een inkeping die hun voorste uiteinden scheidt. De bovenkant van deze inkeping wordt bedekt door een kenmerkend sleutelbeen, dat vlak en eenvoudig van morfologie is. De pectorale fenestra (een opening omsloten door het schouderblad en ravenbeksbeen) is afgerond en vergroot. Het achterste gebied van het ravenbeksbeen is veel dunner dan de rest van de schoudergordel. Het opperarmbeen heeft een slanke, langwerpige schacht en is een ander bot met een kenmerkende vorm. De oppervlakken van het opperarmbeen die scharnieren met de onderarmbeenderen (spaakbeen en ellepijp) zijn ongeveer even lang. Het opperarmbeen draagt ook articulaties die aangeven dat er twee extra botten in de onderarm waren. Tatenectes had zes handwortelbeentjes (polsbeenderen). De middenhandsbeentjes en proximale vingerkootjes zijn licht afgeplat, met een groef aan elke kant van hun bovenoppervlak, terwijl de distale vingerkootjes sterker zijn afgeplat. De bekkengordel van Tatenectes is breder dan lang en heeft een vlakker bodemoppervlak dan typisch bij plesiosauriërs, waardoor het bekken van boven naar beneden kort is. Elk schaambeen is plat en plaatachtig, met een inkeping op de voorrand die een uitsteeksel vormt dat bekend staat als een anterolaterale hoorn. Het zitbeen is robuuster waar het de heupkom vormt en naar achteren dunner wordt. Het rechte, lichtgebouwde darmbeen vormt een scherpe hoek met het zitbeen, gezien vanaf de zijkant, nog een ander identificerend kenmerk.

## Fylogenie
Tatenectes heeft een ingewikkelde taxonomische geschiedenis. Hoewel het eerder werd beschouwd als een soort van Cimoliasaurus of Tricleidus, ontdekten O'Keefe en Wahl dat het in 2001 het zustertaxon van Kimmerosaurus was. Deze twee geslachten, evenals Aristonectes, werden beschouwd als deel van de Cimoliasauridae, waarbij Kaiwhekea ofwel een lid van deze groep of zijn naaste bekende verwant is. In 2009 waren O'Keefe en Street van mening dat het gebruik van de naam Cimoliasauridae voor deze klade een slechte keuze was, omdat ze ontdekten dat Cimoliasaurus in feite tot de andere groep Elasmosauridae behoorde. De groep met Tatenectes, Kimmerosaurus, Aristonectes en Kaiwhekea werd later Aristonectidae genoemd. In 2011 merkten O'Keefe en collega's echter de problematische aard van Aristonectes en Kaiwhekea op. Vanwege hun ongebruikelijke morfologie zijn deze twee geslachten moeilijk te classificeren, waardoor hun verwantschap tot Tatenectes dubbelzinnig is. Verdere studies hebben Tatenectes toch gevonden als een lid van de Cryptoclididae, waar het nog steeds een naaste verwant van Kimmerosaurus blijkt te zijn, naast Cryptoclidus. Van Aristonectes en Kaiwhekea wordt nu echter gedacht dat ze afgeleide elasmosauriden zijn die bekend staan als de Aristonectinae. 
Het volgende cladogram volgt dat van Roberts e.a. 2020:
|  | Plesiosaurus manselii |
|  |                       |
|  | Pantosaurus striatus  |
|  |                       |

|  | Abyssosaurus nataliae                                                                    |
|  |                                                                                          |
|  | \| \| Colymbosaurus svalbardensis \| \| \| \| \| \| Colymbosaurus megadeirus \| \| \| \| |
|  |                                                                                          |
|  | Colymbosaurus svalbardensis                                                              |
|  |                                                                                          |
|  | Colymbosaurus megadeirus                                                                 |
|  |                                                                                          |

|  | Colymbosaurus svalbardensis |
|  |                             |
|  | Colymbosaurus megadeirus    |
|  |                             |

|  | Plesiosaurus manselii |
|  |                       |
|  | Pantosaurus striatus  |
|  |                       |

|  | Abyssosaurus nataliae                                                                    |
|  |                                                                                          |
|  | \| \| Colymbosaurus svalbardensis \| \| \| \| \| \| Colymbosaurus megadeirus \| \| \| \| |
|  |                                                                                          |
|  | Colymbosaurus svalbardensis                                                              |
|  |                                                                                          |
|  | Colymbosaurus megadeirus                                                                 |
|  |                                                                                          |

|  | Colymbosaurus svalbardensis |
|  |                             |
|  | Colymbosaurus megadeirus    |
|  |                             |

|  | Tricleidus seeleyi                                                             |
|  |                                                                                |
|  | \| \| Picrocleidus beloclis \| \| \| \| \| \| Muraenosaurus leedsi \| \| \| \| |
|  |                                                                                |
|  | Picrocleidus beloclis                                                          |
|  |                                                                                |
|  | Muraenosaurus leedsi                                                           |
|  |                                                                                |

|  | Picrocleidus beloclis |
|  |                       |
|  | Muraenosaurus leedsi  |
|  |                       |

|  | Cryptoclidus eurymerus                                                            |
|  |                                                                                   |
|  | \| \| Kimmerosaurus langhami \| \| \| \| \| \| Tatenectes laramiensis \| \| \| \| |
|  |                                                                                   |
|  | Kimmerosaurus langhami                                                            |
|  |                                                                                   |
|  | Tatenectes laramiensis                                                            |
|  |                                                                                   |

|  | Kimmerosaurus langhami |
|  |                        |
|  | Tatenectes laramiensis |
|  |                        |

|  | Djupedalia engeri                                                             |
|  |                                                                               |
|  | \| \| Spitrasaurus spp. \| \| \| \| \| \| Ophthalmothule cryostea \| \| \| \| |
|  |                                                                               |
|  | Spitrasaurus spp.                                                             |
|  |                                                                               |
|  | Ophthalmothule cryostea                                                       |
|  |                                                                               |

|  | Spitrasaurus spp.       |
|  |                         |
|  | Ophthalmothule cryostea |
|  |                         |

|  | Cryptoclidus eurymerus                                                            |
|  |                                                                                   |
|  | \| \| Kimmerosaurus langhami \| \| \| \| \| \| Tatenectes laramiensis \| \| \| \| |
|  |                                                                                   |
|  | Kimmerosaurus langhami                                                            |
|  |                                                                                   |
|  | Tatenectes laramiensis                                                            |
|  |                                                                                   |

|  | Kimmerosaurus langhami |
|  |                        |
|  | Tatenectes laramiensis |
|  |                        |

|  | Djupedalia engeri                                                             |
|  |                                                                               |
|  | \| \| Spitrasaurus spp. \| \| \| \| \| \| Ophthalmothule cryostea \| \| \| \| |
|  |                                                                               |
|  | Spitrasaurus spp.                                                             |
|  |                                                                               |
|  | Ophthalmothule cryostea                                                       |
|  |                                                                               |

|  | Spitrasaurus spp.       |
|  |                         |
|  | Ophthalmothule cryostea |
|  |                         |

|  | Tricleidus seeleyi                                                             |
|  |                                                                                |
|  | \| \| Picrocleidus beloclis \| \| \| \| \| \| Muraenosaurus leedsi \| \| \| \| |
|  |                                                                                |
|  | Picrocleidus beloclis                                                          |
|  |                                                                                |
|  | Muraenosaurus leedsi                                                           |
|  |                                                                                |

|  | Picrocleidus beloclis |
|  |                       |
|  | Muraenosaurus leedsi  |
|  |                       |

|  | Cryptoclidus eurymerus                                                            |
|  |                                                                                   |
|  | \| \| Kimmerosaurus langhami \| \| \| \| \| \| Tatenectes laramiensis \| \| \| \| |
|  |                                                                                   |
|  | Kimmerosaurus langhami                                                            |
|  |                                                                                   |
|  | Tatenectes laramiensis                                                            |
|  |                                                                                   |

|  | Kimmerosaurus langhami |
|  |                        |
|  | Tatenectes laramiensis |
|  |                        |

|  | Djupedalia engeri                                                             |
|  |                                                                               |
|  | \| \| Spitrasaurus spp. \| \| \| \| \| \| Ophthalmothule cryostea \| \| \| \| |
|  |                                                                               |
|  | Spitrasaurus spp.                                                             |
|  |                                                                               |
|  | Ophthalmothule cryostea                                                       |
|  |                                                                               |

|  | Spitrasaurus spp.       |
|  |                         |
|  | Ophthalmothule cryostea |
|  |                         |

|  | Cryptoclidus eurymerus                                                            |
|  |                                                                                   |
|  | \| \| Kimmerosaurus langhami \| \| \| \| \| \| Tatenectes laramiensis \| \| \| \| |
|  |                                                                                   |
|  | Kimmerosaurus langhami                                                            |
|  |                                                                                   |
|  | Tatenectes laramiensis                                                            |
|  |                                                                                   |

|  | Kimmerosaurus langhami |
|  |                        |
|  | Tatenectes laramiensis |
|  |                        |

|  | Djupedalia engeri                                                             |
|  |                                                                               |
|  | \| \| Spitrasaurus spp. \| \| \| \| \| \| Ophthalmothule cryostea \| \| \| \| |
|  |                                                                               |
|  | Spitrasaurus spp.                                                             |
|  |                                                                               |
|  | Ophthalmothule cryostea                                                       |
|  |                                                                               |

|  | Spitrasaurus spp.       |
|  |                         |
|  | Ophthalmothule cryostea |
|  |                         |

## Paleobiologie

De borstkas van Tatenectes is opvallend afgeplat en de buikribben zijn massief gebouwd wat rollen zou hebben tegegegaan

Pachyostose, zoals waarneembaar bij Tatenectes, is ongebruikelijk onder plesiosauriërs, en slechts een handvol geslachten, zoals Pachycostasaurus, vertonen het. Hoewel veel skeletelementen van Pachycostasaurus pachyostotisch zijn, is Tatenectes nog afwijkender omdat de buikribben de enige pachyostotische botten zijn, terwijl de dorsale ribben een normale botstructuur hebben. Pachyostose bestaat uit de verdikking van de periostale cortex van een bot, waardoor de botmassa groter wordt, en komt vaak voor bij osteosclerose of verhoogde botdichtheid. Omgekeerd kan de botdichtheid van een dier worden verlaagd door osteoporose. Ondanks dat de buikribben pachyostotisch zijn, vertoont Tatenectes geen osteosclerose, maar hij heeft wel een laag osteoporotisch botweefsel tussen de lagen pachyostotisch bot, een toestand die verder van verwanten niet bekend is. Het pachyostotische bot is geconcentreerd rond de middenlijn van de onderste borstkas. Dit, samen met de ongewoon platte lichaamsvorm, bracht O'Keefe en collega's ertoe te veronderstellen dat Tatenectes beter bestand zou zijn tegen turbulentie, met name tegen rollen, dan andere plesiosauriërs, waardoor de stabiliteit toenam bij het dicht bij het oppervlak zwemmen in ondiep water.
Naast pachyostose zou longdeflatie, het laten leeglopen van de longen, ook door Tatenectes (en andere plesiosauriërs) kunnen zijn gebruikt om een negatief drijfvermogen te krijgen, waardoor hij beter kon duiken. Plesiosauriërs slikten stenen in die bekend staan als gastrolieten. Hoewel is voorgesteld dat deze zouden kunnen worden gebruikt voor controle van ballast- of drijfvermogen, is de effectiviteit hiervan controversieel. De stenen kunnen een spijsverteringsfunctie hebben gehad, of hun inname kan per ongeluk zijn gebeurd. Het is ook mogelijk, hoewel meer controversieel, dat gastrolieten werden gebruikt voor andere doeleinden, zoals verlichting van constipatie of het verschaffen van minerale supplementen. Bovendien kunnen gastrolieten verschillende functies hebben gehad in plaats van beperkt te zijn tot slechts één. Maaginhoud van Tatenectes omvat de haakjes van coleoïde koppotigen en tanden en denticula van een kleine hybodonte haai, wat aangeeft dat Tatenectes zich met deze dieren voedde. Deze prooidieren laten zien dat Tatenectes geen bodemeter was, in tegenstelling tot sommige elasmosauriden, zoals blijkt uit hun maaginhoud.

## Paleo-omgeving
Tatenectes komt uit de rotsen van de Redwater Shale Member van de Sundance-formatie uit het Oxfordien (Laat-Jura). Deze afzetting is ongeveer dertig tot zestig meter dik. Hoewel het voornamelijk bestaat uit grijsgroene leisteen, heeft het ook lagen gele kalksteen en zandsteen, de voormalige lagen met overvloedige fossielen van het zeeleven. De Sundance-formatie vertegenwoordigt een ondiepe epicontinentale zee die bekend staat als de Sundance-zee. Van de Yukon en de Northwest Territories van Canada, waar het verbonden was met de open oceaan, strekte deze zee zich landinwaarts naar het zuiden naar New Mexico en naar het oosten naar de Dakota's. Toen Tatenectes nog leefde, was het grootste deel van de Sundancezee minder dan veertig meter diep. Op basis van -18O isotoopverhoudingen in belemnietfossielen, zou de temperatuur in de Sundancezee dertien tot zeventien graden Celsius onder en zestien tot twintig graden Celsius boven de thermocline zijn geweest.
De paleobiota van de Sundance-formatie omvat foraminiferen en algen, naast een verscheidenheid aan dieren. Veel ongewervelde dieren zijn bekend uit de Sundance-formatie, vertegenwoordigd door zeelelies, zeeëgels, kalkkokerwormen, mosselkreeftjes, Malacostraca en weekdieren. De weekdieren omvatten koppotigen zoals ammonieten en belemnieten, tweekleppigen zoals oesters en sint-jakobsschelpen en buikpotigen. Vissen uit de formatie worden vertegenwoordigd door hybodonte en neoselachide kraakbeenvissen evenals Teleostei (inclusief Pholidophorus). Mariene reptielen zijn ongewoon, maar worden vertegenwoordigd door vier soorten. Plesiosauriërs, naast Tatenectes, omvatten de cryptoclidide Pantosaurus striatus, evenals de grote pliosauride Megalneusaurus rex. Naast plesiosauriërs worden mariene reptielen ook vertegenwoordigd door de ichthyosauriër Baptanodon natans, het meest voorkomende mariene reptiel van de Sundance-formatie.